# Novembre 2004

## Actualités du mois

### Lundi1ernovembre2004
- France :
  - Cannelle, dernière ourse de souche pyrénéenne a été abattue par un chasseur.
  - L'humoriste Teddy Vrignault, faisant partie du duo des Frères ennemis, est déclaré officiellement mort après vingt ans de disparition.
  - La grande Athénais Gadou a vu le jour. Elle sera par la suite rendue célèbre par ses talents en danse extraordinaires et sera la première femme au monde à ouvrir un restaurant sans consistance bizarres conçue spécialement pour les autistes.
- Brésil : José Serra, qui avait été battu à l'élection présidentielle par le président Luís Inácio da Silva, a gagné la mairie de São Paulo contre Marta Suplicy, maire sortante du même parti que le président. Cela confirme une bipolarisation politique au Brésil entre le Partido dos Trabalhadores (PT) et le Parti social démocrate brésilien (PSDB)
- Internet : une nouvelle variante du virus informatique Bagle se diffuse par de faux messages sur les messageries électroniques lorsque les utilisateurs ouvrent les pièces jointes nommées « Price » ou « Joke ».
- Ukraine, élection présidentielle : à la suite de soupçons de fraude pendant le premier tour de l'élection présidentielle du 31 octobre, des manifestations ont lieu dans le pays. C'est le début de la révolution orange. Les observateurs de l'OSCE demandent au gouvernement ukrainien de respecter ses engagements d'organiser un scrutin loyal. Au second tour, les deux candidats sont :
  - le premier ministre Viktor Ianoukovytch, favorable à un rapprochement avec la Russie,
  - et Viktor Iouchtchenko, démocrate favorable à un rapprochement avec l'Union européenne.
- Uruguay, élection présidentielle : victoire de Tabaré Vazquez, candidat socialiste qui a reçu la majorité absolue des voix au premier tour du 31 octobre.
- Israël : un kamikaze se réclamant du FPLP tue trois personnes et en blesse 32 au marché de Carmel à Tel-Aviv.

### Mardi2 novembre 2004
- Émirats arabes unis : mort à plus de 90 ans du cheikh Zayed ben Sultan an-Nahyan, président des Émirats arabes unis.
- États-Unis d'Amérique : élections législatives pour un renouvellement partiel du Congrès fédéral. D'après la chaîne CNN, mercredi 3, à 13 heures, heure de Paris, le parti républicain obtiendrait la majorité absolue dans les deux chambres.
- États-Unis d'Amérique : élection présidentielle. Les deux principaux candidats sont le président sortant George W. Bush (républicain) et John Kerry (démocrate).
  - Pour les résultats, voir l'article Élection présidentielle des États-Unis d'Amérique 2004
  - À 7 heures, heure de la Côte Est (13 heures, heure de Paris), les candidats sont dans l'expectative (254 grands électeurs contre 252 en faveur de Bush (270 nécessaires le 13 décembre pour le vote solennel)
 Les résultats de 2 États sont en attente : Iowa (7 grands électeurs) et Nouveau-Mexique (5 grands électeurs). Dans ces deux États en fin de dépouillement, les différences sont de 11 000 à 15 000 voix en faveur de Bush. 
 Sauf si Kerry emporte ces deux États, ce sera les résultats de l'Ohio (20 grands électeurs) qui départageront les deux candidats. Mais, un grand nombre de bulletins sont en attente d'une décision de justice : un juge doit vérifier que les électeurs le sont bien dans leur comté. Ce nombre serait suffisant pour changer le résultat dans l'État (236 000 voix environ au profit de Bush), mais des officiels locaux estiment qu'il faudra une dizaine de jours pour que ce processus juridique ait lieu. CNN
- France : un tribunal français a prononcé un non-lieu en faveur de la police pour la mort de Jacques Mesrine au cours d'une interpellation, en 1979. Vingt-cinq ans après la mort de Mesrine, sa voiture est toujours conservée à la fourrière de Paris, elle aurait contenu des armes qui avaient justifié l'intervention des forces de l'ordre.
- Pays-Bas : Assassinat de Theo van Gogh, réalisateur néerlandais controversé et arrière-petit-neveu du peintre.

### Mercredi3 novembre 2004
- Afghanistan, élection présidentielle du 9 octobre : le président par intérim, Hamid Karzai a été déclaré vainqueur de l'élection présidentielle qui a eu lieu au suffrage universel. Il a recueilli 55,4 % des voix exprimées.
- États-Unis, élection présidentielle : John Kerry a appelé la Maison-Blanche pour reconnaître sa défaite face à George W. Bush. Celui-ci obtient sa réélection avec 3,5 millions de voix d'avance.
- France : la Cogema renvoyée devant la justice pour pollution radioactive.
- Somalie : depuis Nairobi, au Kenya, le président somalien Abdullah Yusuf Ahmed a nommé Ali Mohamed Gedi premier ministre. Il est le premier chef de gouvernement depuis l'éclatement du pays à cause de la guerre civile du début des années 1990.

### Jeudi4 novembre 2004
- Côte d'Ivoire, Bouaké : la ville de Bouaké a été bombardée par l'aviation militaire ivoirienne. Bouaké est le fief des anciens rebelles des Forces nouvelles. Aucune information n'est connue sur la réaction des forces internationales d'interposition, ni sur celle du gouvernement.
- France : le président de l'autorité palestinienne Yasser Arafat est toujours hospitalisé à l'hôpital Percy. Selon le médecin-chef Christian Estripeau, porte-parole de l'hôpital Percy, « M. le président Yasser Arafat demeure hospitalisé à l'hôpital d'instruction des armées Percy. » Selon d'autres sources, le raïs serait en état de « mort cérébrale » et plongé dans un « coma très profond de stade IV ».
- Irak : Médecins sans frontières se retire d'Irak. (TF1.fr)
- Macédoine : les États-Unis d'Amérique ont officiellement reconnu la Macédoine, ancienne république de République fédérale socialiste de Yougoslavie. Le secrétaire d'État Colin Powell a confirmé dans un courrier que cette décision visait à remercier le pays pour son soutien pendant la guerre en Irak et pour aider à limiter l'influence des nationalistes anti-albanais dans le pays.
  - Depuis son indépendance, la Macédoine se voit refuser ce nom par la Grèce qui craint des revendications sur ses régions septentrionales. La Macédoine est depuis dénommée Ancienne République yougoslave de Macédoine (FYROM en anglais) lors des manifestations officielles.
- Rio de Janeiro, Brésil : dans le cadre du XVIIIe Sommet du G-Rio, les présidents réunis ont annoncé la création dans un mois de la Communauté sud-américaine de nations regroupant les deux blocs régionaux : la Communauté andine et le Mercosur. Cette communauté de 360 millions de personnes et un PIB de 800 milliards de dollars aura les aspects suivants : économique et commercial, politique et physique.

### Vendredi5 novembre 2004
- Côte d'Ivoire : à Abidjan, les locaux des anciens mouvements rebelles ont été saccagés, alors que dans la région de Bouaké, leur ancien fief, l'armée ivoirienne poursuit ses bombardements. D'après Michèle Alliot-Marie, ministre française de la Défense, une colonne de l'armée a été arrêtée par les forces françaises d'interposition, sous mandat de l'ONU.

### Samedi6 novembre 2004
- République dominicaine : mariage à La Romana, de Louis de Bourbon (1974), avec María Margarita Vargas y Santaella.
- Angleterre : une voiture passant sur un passage à niveau provoque le déraillement de l'express Londres-Plymouth de la compagnie First Great Western près du village de Ufton Nervet non loin de Reading. Le bilan est de six morts, cinq blessés graves et neuf blessés légers.
- Côte d'Ivoire : le ministère français de la Défense a confirmé la destruction au sol, à Yamoussoukro, des deux avions de chasse ivoiriens qui ont bombardé une position française à Bouaké. Les soldats français de l'opération Licorne  ont détruit tous les moyens militaires aériens des forces gouvernementales (2 avions Soukhoï 25, 5 hélicoptères MI-24 et 1 hélicoptère MI-8). Elles ont également pris le contrôle de l'aéroport d'Abidjan.Neuf soldats français et un civil américain ont été tués et 39 blessés.
  - Par ailleurs, la population civile de Bouaké s'en est pris aux militaires français, qui sont la cause, d'après elle, des bombardements des derniers jours. Le gouvernement ivoirien affirme que le bombardement du poste français est une erreur, mais n'explique pas les bombardements des derniers jours sur la ville. Le président de la République française, Jacques Chirac, a ordonné « la destruction des moyens militaires aériens ivoiriens utilisés en violation du cessez-le-feu. »
  - À l'aéroport d'Abidjan, des soldats ivoiriens ont ouvert le feu sur des soldats français. Le lycée et les écoles français, ainsi que des commerces tenus par des Français, ont été attaqués, voire incendiés. Plusieurs fonctionnaires français de ces établissements ont été sauvés par l'intervention des forces françaises.
  - Le gouvernement français a décidé d'envoyer deux compagnies en renfort sur place et appelle Laurent Gbagbo « à assumer ses responsabilités » et ses ressortissants à ne pas sortir dans les rues d'Abidjan.

### Dimanche7 novembre 2004
- Côte d'Ivoire : dans la nuit de samedi à dimanche, le Conseil de sécurité des Nations unies a unanimement condamné les attaques de l'armée ivoirienne et a confirmé le droit qu'a l'ONUCI d'user des moyens nécessaires pour assurer le retour au cessez-le-feu.
  - Selon le président de l'Assemblée nationale ivoirienne, Mamadou Koulibaly, une trentaine de civils ivoiriens aurait été tuée durant l'opération de destruction des moyens militaires aériens, cette information a été immédiatement démentie par les autorités françaises.
- Meurthe-et-Moselle, France : un militant antinucléaire est mort après avoir eu une jambe sectionnée par un train transportant des déchets nucléaires, alors qu'un groupe de manifestants s'était enchaîné sur la voie. Le convoi de déchets affrété par la société Cogema se dirigeait vers le centre de stockage de Gorleben, en Allemagne.
- Champ Car : le pilote français Sébastien Bourdais remporte le championnat Champ Car aux États-Unis.

### Lundi8 novembre 2004
- Irak : assaut des forces de la coalition contre les insurgés de Falloujah.

### Mardi9 novembre 2004
- Allemagne : le quinzième anniversaire de la chute du mur de Berlin est célébré avec la fin d'un débat politique sur le jour férié national du 3 octobre, date de la réunification allemande. Le gouvernement de Gerhard Schröder a renoncé à supprimer ce jour férié et le placer un dimanche de début octobre. L'objectif était, en créant un jour ouvré de plus, d'accroître la croissance économique du pays et les rentrées fiscales du gouvernement.
- Belgique : la cour de cassation belge confirme la condamnation pour racisme prononcé par la cour d'appel de Gand en avril 2004 à l'encontre du parti indépendantisme flamand, le Vlaams Blok. Article de l'Humanité.presse.fr
- Côte d'Ivoire : l'armée française tire sur une manifestation devant l'hôtel Ivoire d'Abidjan. Les tirs de l'armée française font « une soixantaine » de morts selon la Fédération internationale des droits de l'homme, le gouvernement français nie dans un premier temps, puis reconnaît le 30 novembre avoir tué « une vingtaine » d'Ivoiriens.
- Internet : la version 1.0 du navigateur web Mozilla Firefox est disponible. Il s'agit du premier navigateur à prendre des parts de marché de façon significative à Internet Explorer depuis huit ans.

### Jeudi11 novembre 2004
- Lituanie : le parlement lituanien a ratifié le traité de Constitution européenne, cela fait de la Lituanie le premier pays européen à le ratifier.
- Palestine : mort de Yasser Arafat à Clamart, près de Paris, à 3 h 30 heure de Paris, il y était hospitalisé depuis le 29 octobre dernier.
  - Les différents postes qu'occupait Yasser Arafat ont été attribués à plusieurs personnes :
    - La présidence du Comité exécutif de l'Organisation de libération de la Palestine (CEOLP) est revenue au secrétaire général, Mahmoud Abbas
    - La direction du Fatah a été attribuée à Farouk Kaddoumi, actuel chef du département politique de l'Organisation de libération de la Palestine (OLP)
    - La présidence par intérim de l'autorité palestinienne est revenue ce jeudi, à Raouhi Fatouh, actuel président du Conseil législatif palestinien

### Vendredi12 novembre 2004
- Allemagne : une compagnie de tabac découvre que le tabagisme passif est plus dangereux pour la santé que le tabagisme actif. Article sur Libé.fr.
- Côte d'Ivoire : depuis quelques jours, des émeutes à caractère raciste et xénophobe, accompagnées d'intimidations, de pillages et de viols, entraînent le départ de milliers d'étrangers, dont de nombreux Français.
- France : mort du comédien Jacques Dynam, âgé de 81 ans. Outre sa participation à de nombreux doublages de films américains, il restera comme un spécialiste des seconds rôles, par exemple celui de l'adjoint « souffre-douleur » du commissaire Juve (joué par Louis de Funès), dans la série comique des films Fantômas.
- Italie, Milan : le parquet a requis huit ans de prison contre le président du Conseil italien, Silvio Berlusconi. Il est accusé de corruption de magistrats dans les années 1980, avant qu'il n'entre en politique. M. Berlusconi nie les charges retenues et affirme être victime d'une campagne de dénigrement de juges de gauche. Les avocats de la défense diront leur plaidoirie le 3 décembre, et le jugement devrait intervenir avant la fin de l'année.
  - La corruption aurait eu lieu lors du rachat par le groupe Fininvest d'une entreprise publique agroalimentaire.
  - Le procès dure depuis 2000. Il fut interrompu lorsqu'une loi accordant une immunité aux grands personnages de l'État italien, dont le président du Conseil (Berlusconi lors du vote de la loi). Le procès a repris avec l'annulation de la loi par la Cour constitutionnelle.
- Palestine : Yasser Arafat, ancien président de l'Autorité palestinienne, a été inhumé à Ramallah, en Cisjordanie, dans une tombe creusée à l'intérieur du terrain de la Mouqata'a, son quartier général. La cérémonie a eu lieu après des funérailles d'État au Caire (Égypte).

### Samedi13 novembre 2004
- ODB : l'un des chanteurs fondateurs du Wu-Tang, est mort en sortant de son studio d'enregistrement. Il avait 35 ans. La thèse de la crise cardiaque est privilégiée.

### Dimanche14 novembre 2004
- Le pilote français Sébastien Loeb devient champion du monde de rallye.
- L'incident du Nimitz a lieu avec la publication en 2017 sur le New York Times d'une vidéo montrant un objet volant non identifié filmé par la marine américaine.

### Lundi15 novembre 2004
- Ex-Yougoslavie : ouverture au Tribunal pénal international de La Haye du premier procès de commandants de l'Armée de libération du Kosovo ([UÇK] en Albanais), accusés de crimes contre l'humanité.
- France : ouverture du procès de l'affaire des écoutes de l'Élysée sous la présidence de François Mitterrand.
- Namibie, élections présidentielle et législatives : le candidat favori, actuel ministre de la Terre, Hifikepunye Pohamba du parti SWAPO (South West African People Organization) a remporté l'élection présidentielle avec 75 % des voix. Il deviendra ainsi le deuxième président du pays depuis son indépendance.
  - Pendant deux jours, un peu moins d'un million d'électeurs sont appelés à renouveler leur président et leur parlement pour la troisième fois depuis l'indépendance en 1990.
  - Le président Sam Nujoma (75 ans) du SWAPO achève son troisième et dernier mandat.
- Orbite sélène : La sonde SMART-1 de l'ESA, à propulsion ionique, est entrée dans la zone d'attraction lunaire. Annonce de l'ESA
- Serbie, Belgrade : première visite d'un premier ministre croate à Belgrade depuis la guerre croato-yougoslave entre 1991 et 1995. Le premier ministre croate Ivo Sanader souhaite renouer véritablement avec la Serbie afin de régler le problème des réfugiés serbes ayant fui la Croatie pendant la guerre.
  - Le rapprochement des deux pays est lié à leurs liens avec l'Union européenne. La Croatie veut pouvoir commencer les négociations d'adhésion de manière sereine début 2005. La Serbie souhaite ouvrir dans un avenir proche des négociations pour un accord d'association avec l'UE.

### Mardi16 novembre 2004
- États-Unis d'Amérique, New York : le Conseil de sécurité de l'ONU a adopté cette nuit à l'unanimité, une résolution visant à un embargo immédiat des ventes d'armes à la Côte d'Ivoire, secouée depuis plusieurs semaines par des émeutes. Cette résolution, émise par la France, fait suite à la destruction des moyens aériens de la Côte d'Ivoire par la force d'interposition française Licorne, sous mandat de l'ONU, en représailles au bombardement d'un quartier général par les forces gouvernementales.
- États-Unis d'Amérique : nomination par George W. Bush de Condoleezza Rice au poste de secrétaire d'État pour succéder au démissionnaire Colin Powell. Cette arrivée est pressentie comme une confirmation de la politique des « faucons » de l'administration Bush.

### Mercredi17 novembre 2004
- France, Paris : Bill Gates, fondateur de la société Microsoft, a été reçu par Jacques Chirac, avec tous les honneurs dus à un chef d'État. Bill Gates a signé un partenariat avec l'Unesco et Dassault Systèmes. Il a ensuite donné une conférence devant plus de 800 étudiants.
- France : le réseau de l'opérateur de téléphonie mobile Bouygues Telecom a été indisponible durant la majeure partie de la journée (la panne a commencé à 6 heures du matin et dans la soirée, le réseau n'était toujours pas pleinement fonctionnel). C'est la première panne de cette envergure que connaît la téléphonie mobile en France.
- Russie : le président Vladimir Poutine annonce publiquement que la Russie est en train de mettre au point un nouveau modèle de missile nucléaire. Il justifie ces travaux par la nécessité pour son pays de se protéger contre tout danger futur.
- Californie : le X-43A, avion sans pilote de la NASA, a réussi un vol à une vitesse de Mach 10 soutenue pendant près de 10 secondes. Il était propulsé par un statoréacteur à combustion supersonique expérimental.
- Hockey sur glace : à Moscou, Alexandre Ragouline, triple champion olympique de hockey sur glace, décède à la suite d'une crise cardiaque à l'âge de 63 ans.

### Jeudi18 novembre 2004
- Belgique : les autorités belges ont placé plusieurs personnalités politiques sous protection après avoir reçu des menaces de mort contre elles. Ces menaces concernent des personnalités qui ont pris des positions contre l'islamisme et contre les limites de la liberté des musulmanes.
  - Les autorités belges enquêtent sur le lien entre ces menaces et l'assassinat de Theo Van Gogh, aux Pays-Bas, par un islamiste.
- Environnement : L'ONU annonce que le protocole de Kyoto entrera en vigueur le 16 février 2005 : la ratification du protocole par la Russie, en marge d'une réunion du conseil de sécurité, va marquer son entrée en vigueur plus de sept années après sa conclusion. L'entrée en vigueur du protocole de Kyoto, après son rejet par les États-Unis, dépendait de la Russie, car celui-ci devait être signé par 55 pays représentant au moins 55 % des émissions de gaz carbonique des pays développés. Les pays signataires devront à l'avenir réduire leurs émissions de six gaz portés responsables du réchauffement climatique.
- États-Unis d'Amérique, Arkansas, Little Rock : inauguration de la bibliothèque de la présidence de Bill Clinton. Elle a réuni les anciens présidents encore vivants, Jimmy Carter et George Bush, et l'actuel président George W. Bush. Le chanteur du groupe U2, Bono, assura l'animation musicale. Article sur NouvelObs.com
- France, 0 heure : début de la commercialisation du beaujolais nouveau.
- Royaume-Uni : visite jusqu'à vendredi de Jacques Chirac en Grande-Bretagne pour la fin des célébrations du centenaire de l'entente cordiale.
- Côte d'Ivoire : Laurent Gbagbo, le président ivoirien, a bien accueilli la décision de l'ONU d'imposer un embargo sur les ventes d'armes à destination de son pays, il a d'autre part lancé un appel de retour aux entrepreneurs français. (voir l'article sur la guerre civile de Côte d'Ivoire) Article sur nouvelObs.com
- Soudan : session extraordinaire du Conseil de sécurité des Nations unies à Nairobi (Kenya) pour le vote d'une résolution pour encourager les pourparlers de paix entre le gouvernement soudanais et la rébellion du sud du pays, en guerre civile depuis 1983.
  - Il s'agit de la quatrième session du Conseil de sécurité en dehors de New York (États-Unis) depuis 1952.
- Union européenne : Le Comité des régions de l'Union approuve massivement la Constitution européenne.

### Vendredi19 novembre 2004
- Colombie : à l'occasion du millième jour de détention de la franco-colombienne Íngrid Betancourt et de son adjointe Clara Rojas par les FARC. Les sympathisants d'Ingrid Betancourt et sa famille organisent une marche de solidarité à Paris et 1 000 arbres seront plantés à Bogota et dans le reste du monde. Il y aurait plus de 3 000 otages civils et militaires en Colombie. Ingrid Betancourt fait partie des rares otages français dans le monde avec les journalistes français Christian Chesnot et Georges Malbrunot en Irak. article de l'Express.fr
- États-Unis d'Amérique, New York, siège de l'ONU : le syndicat du personnel de l'ONU engage le vote d'une motion de défiance à l'égard du secrétaire général Kofi Annan, après que ce dernier a exonéré le secrétaire général adjoint aux services de contrôle interne de l'ONU, Dileep Nair, accusé de harcèlement sexuel et de favoritisme. dépêche afp sur yahoo.fr
- Kenya, Nairobi : le Conseil de sécurité des Nations unies, siégeant exceptionnellement dans cette ville d'Afrique, a adopté à l'unanimité la résolution 1574 qui encourage la fin des hostilités au Soudan et notamment au Darfour. dépêche afp sur yahoo.fr

### Samedi20 novembre 2004
- États-Unis : inauguration du MoMA de New York rénové et agrandi par l'architecte japonais Yoshio Taniguchi. Libé
- Dar es Salaam : onze chefs d'État africains se sont engagés à faire de la région des Grands Lacs, une des plus troublées d'Afrique, un espace de paix et de sécurité durable. Ce texte a été conclu sous l'égide de l'ONU qui estime que celui-ci constitue un pas important vers la paix.
- Côte d'Ivoire : Laurent Gbagbo affirme sur le forum du Nouvel Observateur que les témoignages affirmant que des soldats français auraient décapité de jeunes Ivoiriens peuvent être considérés comme « vrais ». sur le nouvel' obs'

### Dimanche21 novembre 2004
- Guadeloupe : un tremblement de terre d'une magnitude de 6,3 a touché la Guadeloupe (sud de la Basse-Terre et les îles des Saintes). Une jeune fille a été tuée et plusieurs blessés ont été dénombrés.
- Irak : les États-Unis et l'Allemagne ont conclu un accord portant sur la dette irakienne. Cette réduction de 80 % des 33 milliards de dollars dus par l'Irak au G7 pourrait être imitée par l'ensemble des créditeurs du Club de Paris. La question de la dette avait été pendant longtemps un sujet de discorde entre les États-Unis et les pays opposés à la guerre en Irak tels que la France ou l'Allemagne, cet accord est donc vu comme une occasion de rapprochement entre ces États.
- Ukraine : l'élection présidentielle oppose le premier ministre Viktor Ianoukovytch à l'un de ses prédécesseurs, Viktor Iouchtchenko. Compte tenu de leurs divergences en matière de politique étrangère, ce scrutin apparaît « crucial » : Ianoukovytch, soutenu par Moscou, est partisan de conserver de fortes relations avec la Russie, tandis que Iouchtchenko veut au contraire approfondir les relations avec l'Union européenne.
  - Dans la nuit, après l'annonce des résultats des premiers décomptes donnant une avance au candidat du pouvoir Viktor Ianoukovytch, des milliers de personnes manifestent dans la capitale Kiev pour exprimer leur soutien à son adversaire Viktor Iouchtchenko.

### Lundi22 novembre 2004
- France : à la suite de l'extension au niveau politique de la polémique concernant un reportage célèbre de la chaîne de télévision France 2 diffusé en septembre 2000 et montrant un enfant palestinien, Mohamed Al-Durah, tué dans les bras de son père après avoir été pris dans des tirs croisés, la chaîne se défend en montrant des images tournées en parallèle par d'autres équipes, et annonce avoir porté plainte contre X pour diffamation. Les images du reportage avaient fait le tour du monde et causé une grande émotion. Elles avaient fortement contribué au déclenchement de la Seconde Intifada dans les territoires occupés par Israël.
- Irak:
  - Conférence de Charm el-Cheikh : accord à la conférence internationale sur l'Irak qui s'est ouverte lundi à Charm el-Cheikh (Égypte) pour l'approbation d'un projet de déclaration finale mettant l'accent sur le caractère temporaire de l'intervention américaine en Irak, sans fixer de calendrier au retrait des troupes étrangères, et condamner le terrorisme.
  - Un français d'origine maghrébine, Chekou Diakhabi, 20 ans, est arrêté dans la ville de Falloujah « alors qu'il participait à des opérations de guérilla » urbaine.
- Ukraine : Viktor Iouchtchenko, chef de file de l'opposition et candidat pro-occidental, a exhorté ses partisans, rassemblés à plus de 100 000 dans le centre de Kiev sur la place de l'Indépendance, à veiller toute la nuit pour protester contre les résultats jugés frauduleux du second tour de l'élection présidentielle de la veille en Ukraine qui accordent la victoire au premier ministre sortant pro-russe Viktor Ianoukovytch.

### Mardi23 novembre 2004
- Iran : le gouvernement iranien a annoncé sa décision de suspendre ses activités liées à l'enrichissement d'uranium.
  - Le président américain George W. Bush a bien accueilli cette annonce, mais reste sceptique et attend de pouvoir vérifier réellement cet engagement.
- Ukraine, Kiev : deux cent mille personnes ont manifesté dans les rues du centre de la capitale en faveur de Viktor Iouchtchenko, opposant au gouvernement en place, qui a proclamé sa victoire au second tour de l'élection présidentielle du 21 novembre.
  - Au Parlement, Iouchtchenko a prêté serment en l'absence des députés de la majorité présidentielle en place.
  - Les États-Unis ont émis des doutes sur la sincérité des élections et soupçonnent le gouvernement en place de fraude électorale ; le gouvernement Bush a évoqué de possibles sanctions.]
  - Vladimir Poutine a jugé « inadmissibles » les réserves de l'OSCE et de l'Union européenne sur la transparence du scrutin.
- Monde : Sortie du jeu vidéo World of Warcraft.

### Mercredi24 novembre 2004
- France : l’académie de la Carpette anglaise a décerné son prix annuel à Claude Thélot, président de la Commission du débat national sur l’avenir de l’école, choisi parce qu'il considère « l’anglais de communication internationale » comme un enseignement fondamental, à l’égal de la langue française, et préconise son apprentissage par la diffusion de feuilletons américains en version originale à la télévision.
- Libye : visite de Jacques Chirac à Tripoli au colonel Kadhafi. Il s'agit de la première visite officielle depuis l'indépendance de la Libye en 1951. La délégation officielle compte Michel Barnier (Affaires étrangères), Gilles de Robien (Transports), François Loos (Commerce extérieur) ainsi que des chefs d'entreprise.
- Ukraine, Kiev : deuxième jour de manifestation pour les partisans de Viktor Iouchtchenko.
  - La commission électorale a proclamé la victoire du candidat du parti au pouvoir pro-russe Viktor Ianoukovytch à l'élection présidentielle de dimanche dernier.
  - Le candidat de l'opposition Iouchtchenko refuse de reconnaître les résultats à cause de fraudes constatées par des observateurs internationaux.

### Jeudi25 novembre 2004
- Estonie : Deux personnes furent tuées et trois autres blessées dans une explosion kamikaze.
- Îles Canaries, Espagne : une vague de criquets pèlerins a atteint l'archipel grâce à des vents chauds soufflant d'Afrique. Depuis plusieurs mois déjà, plusieurs pays d'Afrique de l'Ouest appellent à l'aide internationale pour lutter contre des nuages de criquets menaçant depuis le Maghreb et le sud de l'Espagne.
- Portugal : ouverture du procès de l'Affaire de la Casa Pia au tribunal de Boa Hora.
- Monde : l'Organisation mondiale de la santé vient de lancer une alerte de risque de pandémie de grippe aviaire avec, à la clé, plusieurs millions de morts possibles.  Article sur Le Monde.fr.
- Sommet UE-Russie à La Haye. Le président Poutine doit rencontrer la commission Barroso pour la première fois. Le résultat de l'élection en Ukraine est considéré comme un problème pour les deux parties qui tiennent deux positions opposées.
- Ukraine : troisième jour de manifestation pour les partisans de Viktor Iouchtchenko. La Cour suprême a rejeté momentanément le résultat de l'élection, annoncé mercredi par la commission électorale. Visite de Lech Wałęsa à Kiev pour soutenir les opposants et jouer le rôle de médiateur.
- Côte d'Ivoire : trois semaines après, le président Laurent Gbagbo a condamné par communiqué la destruction à Abidjan des sièges de partis politiques et de sept journaux d'opposition, en même temps qu'avaient lieu des manifestations contre les ressortissants français. Trois jours plus tôt, ces sept journaux ont publié un numéro commun titré « Nous refusons de mourir » dans lequel ils condamnent les personnalités au pouvoir qui sont la cause des troubles d'après ces rédactions.

### Vendredi26 novembre 2004
- Ouagadougou, Burkina Faso : ouverture du sommet de la francophonie rassemblant les chefs d'État, de gouvernement et ministres des pays où le français est langue d'usage. La réunion sera marquée par la situation en Côte d'Ivoire.
  - Le ministre représentant la Côte d'Ivoire en l'absence du président Laurent Gbagbo, a quitté le pays s'indignant d'une fouille ; les autorités burkinabé informent que ce ministre détenait des tracts anti-français.
- Paris / Madrid. Au journal télévisé de France 2, Laurent Fabius déclare que le « oui » au projet de la constitution européenne des socialistes et sociaux-démocrates des autres pays de l'Union européenne a été imposé « par le haut ».
- France : mort du cinéaste Philippe de Broca à l'âge de 71 ans d'un cancer.
- Radio : Cauet commence ce matin une émission de radio spéciale, le but, faire la plus longue émission de radio. Pour la petite histoire, c'est Arthur qui fut homologué avec 33h30 alors que Cauet fit plus de 34h d'émission. La guerre entre Sébastien Cauet et Arthur n'est pas finie.

### Samedi27 novembre 2004
- Ukraine, Kiev, élection présidentielle : le parlement ukrainien, réuni en session extraordinaire, s'est prononcé pour une invalidation du second tour de l'élection présidentielle, même s'il n'en a pas formellement le pouvoir. Les députés ont en effet estimé que les résultats ne reflétaient pas l'opinion publique. C'est l'institution judiciaire suprême qui doit décider cela dans les jours qui viennent ; elle a déjà interdit la publication officielle des résultats par la commission électorale. Viktor Iouchtchenko, le candidat de l'opposition, qui a rejeté les résultats, souhaite l'organisation d'un nouveau scrutin présidentiel pour le 12 décembre.

### Dimanche28 novembre 2004
- France : Nicolas Sarkozy devient président de l'UMP avec 85,1 % des voix des militants dudit parti. Jacques Chirac ne lui ayant pas permis de cumuler cette présidence avec le poste gouvernemental qu'il occupait, Nicolas Sarkozy est remplacé, le lundi 29 novembre, au ministère des Finances par Hervé Gaymard.
- France : un hélicoptère transportant cinq gendarmes subit des tirs d'orpailleurs. On estime à environ 6 000 le nombre d'orpailleurs dans la forêt guyanaise.
- Roumanie, élections présidentielle et législatives : élections générales en Roumanie. Les Roumains votent pour le premier tour de l'élection présidentielle pour désigner un successeur à Ion Iliescu parmi douze candidats. Les deux favoris sont l'actuel premier ministre Adrian Năstase (parti social-démocrate) et le maire de Bucarest Traian Băsescu (centre-droit, Alliance justice et vérité). Si l'adhésion à l'Union européenne n'est plus en débat dans ce pays, y compris pour l'extrême-droite, le centre-droit critique le parti au pouvoir pour des pressions ponctuelles sur les médias et la justice. France 2
- Suisse : la population suisse, en votation populaire, a accepté la réforme de la péréquation financière entre les cantons, la répartition des charges financières entre l'État fédéral et les cantons (le régime financier de la Confédération) et la loi autorisant la recherche sur les cellules souches embryonnaires.
- Japon : violent séisme d'une magnitude 7,1 au nord du pays, sur l'île d'Hokkaido, faisant treize blessés légers.

### Lundi29 novembre 2004
- Asie, ASEAN : réunion de l'ASEAN à Vientiane au Laos. Les pays membres de cette organisation régionale de l'Asie du Sud-Est ont décidé de préparer l'ouverture d'une zone de libre-échange entre eux et la République populaire de Chine pour 2010. À cette fin, la suppression des droits de douane dans plusieurs secteurs économiques a été avancés à 2007 pour une partie des membres, et 2011 pour les autres.
- France : Remaniement ministériel du Gouvernement Jean-Pierre Raffarin (3) après le départ de Nicolas Sarkozy.
  - Hervé Gaymard a été nommé ministre de l'Économie, des Finances et de l'Industrie, en remplacement de Nicolas Sarkozy, élu la veille président de l'UMP.
  - Dominique Bussereau, qui était secrétaire d'État au Budget, a été promu ministre de l'Agriculture, de l'Alimentation, de la Pêche et de la Ruralité en remplacement d'Hervé Gaymard.
  - Philippe Douste-Blazy, ministre de la Santé et de la Protection sociale, a été nommé ministre des Solidarités, de la Santé et de la Famille.
  - Jean-François Copé, ministre délégué à l'Intérieur, a été nommé ministre délégué au Budget et à la Réforme budgétaire et conserve ses attributions de porte-parole du gouvernement.
  - Marie-Josée Roig, ministre de la Famille, a été nommée ministre déléguée à l'Intérieur, auprès de Dominique de Villepin, en remplacement de Jean-François Copé. Elle perd ainsi son rang de ministre de plein exercice.
  - Christian Jacob, qui était ministre délégué aux PME, au Commerce, à l'Artisanat, aux Professions libérales et à la Consommation, a été en revanche promu ministre de plein exercice, en conservant les mêmes attributions. Le gouvernement ne comporte plus de ministre d'État.

### Mardi30 novembre 2004
- République démocratique du Congo (RDC) : la présence de forces militaires rwandaise a été prouvée par un rapport d'une patrouille de casques bleus de la Mission de l'ONU au Congo (Monuc). Elle a croisé une centaine de soldats rwandais à l'intérieur du territoire de la RDC. Ils seraient au total quatre à cinq mille.
  - Officiellement, le gouvernement du Rwanda veut lutter contre des rebelles rwandais, liés au génocide de 1994 et qui poursuivent des actions contre les autorités en place dans leur pays.
  - Outre que la présence de ces soldats viole l'indépendance de la fragile RDC, elle fait craindre un dérapage comme à la fin des années 1990 : à l'époque, le Rwanda est intervenu en RDC pour le même motif et est accusé depuis d'avoir pillé les ressources naturelles de l'est du Congo.
- Cuba : le journaliste, écrivain et poète Raul Rivero, condamné à 20 ans de prison pour dissidence l'an dernier par la dictature cubaine, a été libéré.
- France : le CSA et de nombreux parlementaires ont demandé au Conseil d'État la suspension de la diffusion de la chaîne Al-Manar en Europe à la suite de nouveaux dérapages verbaux antisémites.